# Camille de Serres-Rainville
Camille de Serres-Rainville (Montréal, 24 agosto 1995) è una pattinatrice di short track canadese.

## Biografia
Ai mondiali di Sofia 2019 ha vinto la medaglia di bronzo nella staffetta 3000 metri con le connazionali Kim Boutin, Courtney Sarault e Alyson Charles.

## Palmarès
- Mondiali

Sofia 2019: bronzo nella staffetta 3000 m;